# Belá (Nitra)
Belá (in ungherese Béla) è un comune della Slovacchia facente parte del distretto di Nové Zámky, nella regione di Nitra.